# Philosophie du droit chez Deleuze

« Si je n'avais pas fait de la philosophie, j'aurais fait du droit, mais justement pas du droit de l'homme. J'aurais fait de la jurisprudence, parce que c'est la vie. »

— Gilles Deleuze, L'Abécédaire de Gilles Deleuze
Le philosophe Gilles Deleuze a posé des questions sur le fonctionnement du droit. Pour lui, la loi et les droits humains sont inutiles, et il pense que la jurisprudence est une meilleure manière de trouver des règles. Cela a inspiré d'autres intellectuels, qui ont réfléchi sur comment on pourrait traiter les disputes en s'appuyant à chaque fois sur les cas similaires vus dans le passé, de manière collective et sans autorité centrale. La philosophie de Deleuze sur ce sujet – partagée avec son ami Félix Guattari – utilise beaucoup la lecture de romans, de nouvelles, et d'histoires érotiques. Deleuze et Guattari ont insisté que faire du droit, en réalité, c'est presque comme faire de la politique. Dans leur idée, les communautés marginalisées sont capables de ré-imaginer la justice et d'inventer de nouvelles manières de créer et interpréter les normes.

## Thèmes
La philosophie de Deleuze n'a pas immédiatement été reçue par les théoriciens du droit. C'est à partir de l'héritage des études juridiques critiques que plusieurs ouvrages ont été publiés à ce sujet dans les années 2000. Pourtant, dans les années 90, plusieurs érudits ont articulé un rejet radical du droit – un anti-juridisme – à partir de l'œuvre de Deleuze.

### Jurisprudence
Bien que Gilles Deleuze ait des mots acerbes envers les lois, les droits et les institutions, il défend à plusieurs reprises l'importance de la jurisprudence, principalement dans des entrevues. Il déclare ainsi lors d'une conversation avec Toni Negri :

« Ce qui m’intéresse, ce n’est pas la loi ni les lois, (l’une est une notion vide, les autres des notions complaisantes), ni même le droit ou les droits, c’est la jurisprudence. C’est la jurisprudence qui est vraiment créatrice de droit : il faudrait qu’elle ne reste pas confiée aux juges. Ce n’est pas le Code civil que les écrivains devraient lire, mais plutôt les recueils de jurisprudence. On songe déjà à établir le droit de la biologie moderne ; mais tout, dans la biologie moderne et les nouvelles situations qu’elle crée, les nouveaux événements qu’elle rend possibles, est affaire de jurisprudence. Ce n’est pas d’un comité des sages, moral et pseudo-compétent, dont on a besoin, mais de groupes d’usagers. C’est là qu’on passe du droit à la politique. »

En particulier, Deleuze présente le caractère immuable et impératif des lois comme une illusion dissimulant les variations de leur application et de leur interprétation par les différents acteurs de la société. Il considère que la loi étatique n'est pas la source ultime du droit, et il s'appuie sur l'analyse de la gestion différentielle des illégalismes initiée par Foucault. Au contraire, la jurisprudence met sur le devant de la scène l'importance de la répétition et de la coutume dans le fonctionnement du droit. La loi est liée à la morale, la jurisprudence à l'éthique.
La philosophie de Deleuze sur la jurisprudence s'inscrit à certains égards dans le sillage de Gabriel Tarde. En effet, ce dernier avait proposé une théorie du droit selon laquelle les normes émergent de l'imitation des gens les uns par les autres. Dans cette vision, le droit peut se constituer et se propager à travers des répétitions toujours un peu différentes, sans autorité surplombante,.
La pensée de la jurisprudence de Deleuze peut sembler s'apparenter au réalisme juridique, par exemple celui de Oliver Wendell Holmes Jr., mais elle s'en démarque significativement parce que Deleuze n'accorde aucune importance au statut social de juge.

### Droit et littérature

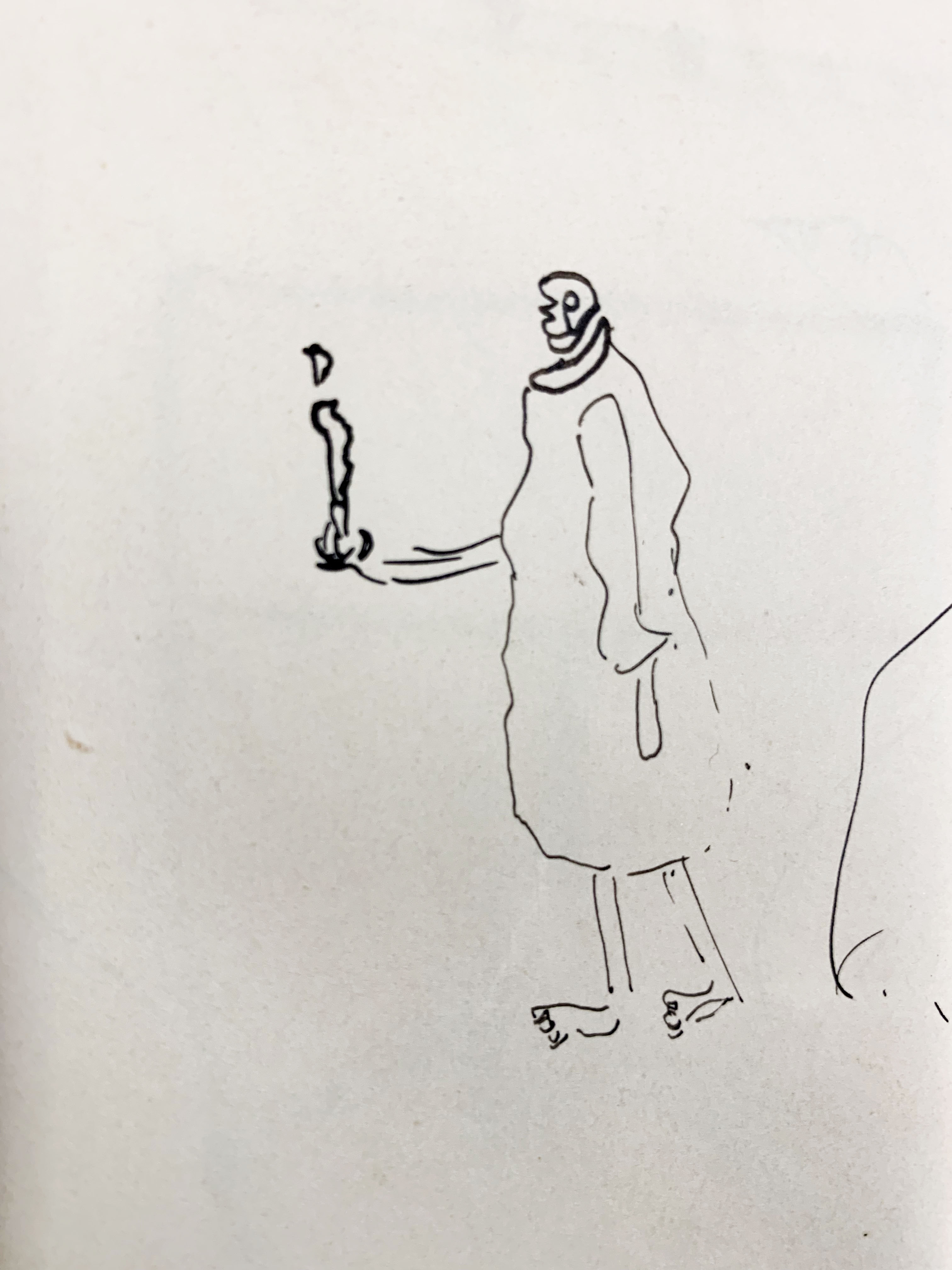
Dessin par le juriste Franz Kafka du prêtre à la chandelle narrant Devant la Loi, une parabole commentée par Deleuze.

À partir de la lecture de  Proust, Masoch, Kafka, Melville et Artaud, Deleuze a interrogé le concept de la loi comme une norme transcendante, et a proposé de discerner des « anti-lois » dans le jeu des gens avec le droit,.
En particulier, Deleuze s'est intéressé aux manières dont le sadisme et le masochisme – il insiste sur la différence entre ces deux sexualités – pervertissent les concepts du droit d'une manière révélatrice de l'esprit du temps. Ainsi, le masochisme de la Vénus à la fourrure est caractérisé par Deleuze comme un fantasme du contrat, où Masoch cherche à convaincre la dominatrice de lui faire du mal. Au contraire, le sadisme de Justine ou les Malheurs de la vertu est selon lui un fantasme de l'institution, un fantasme de l'imposition de la volonté de la personne dominante à la personne soumise. Il a aussi identifié le rapport du sadisme à la loi comme une forme d'ironie, tandis que l'attitude masochiste vis-à-vis du droit relèverait plutôt de l'humour,.

### Droits humains
Deleuze a critiqué l'idée des droits de l'homme à cause de leur caractère moralisateur, normatif et abstrait. Ces idées se retrouvent de manière éparse dans ses critiques à l'idée de loi en général. La première critique est celle du caractère moralisateur de toute loi, car selon Deleuze dans son commentaire de l'Éthique de Spinoza : « la loi morale est un devoir, elle n’a pas d’autre effet, pas d’autre finalité que l’obéissance. » La critique de la normativité juridique est développée par Deleuze dans son livre sur David Hume, dont il tire l'idée que le pouvoir fondateur des lois est une illusion qui masque le fait qu'elles se greffent nécessairement sur des réalités sociales préexistantes : « La société est un ensemble de conventions fondées sur l’utilité, non pas un ensemble d’obligations fondées sur un contrat. La loi, socialement, n’est donc pas première ; elle suppose une institution qu’elle limite ; aussi bien le législateur n’est-il pas celui qui légifère, mais d’abord celui qui institue. »
Enfin, la critique de l'abstraction des droits humains est apparentée à son rejet de la philosophie de Kant qu'il expose dans son livre sur Nietzsche : « Non pas une pensée qui se croit législatrice, parce qu’elle n’obéit qu’à la raison, mais une pensée qui pense contre la raison. [...] Non pas le législateur kantien, mais le généalogiste. Le législateur de Kant est un juge de tribunal, un juge de paix qui surveille à la fois la distribution des domaines et la répartition des valeurs établies. L’inspiration généalogique s’oppose à l’inspiration judiciaire. Le généalogiste est le vrai législateur. Le généalogiste est un peu devin, philosophe de l’avenir. Il nous annonce, non pas une paix critique, mais des guerres comme nous n’en avons pas connues. Pour lui aussi, penser c’est juger, mais juger, c’est évaluer et interpréter, c’est créer les valeurs. Le problème du jugement devient celui de la justice, et de la hiérarchie. » À propos de l'abstraction des droits humains en particulier, il écrit: « Les droits de l’homme sont des axiomes : ils peuvent sur le marché coexister avec bien d’autres axiomes, notamment sur la sécurité de la propriété, qui les ignorent ou les suspendent encore plus qu’ils ne les contredisent. »
Bien que Deleuze ait été critique, suivant Leonardo Crespo de Almeida, ses idées incitent à repenser les droits humains comme des produits historiques et contingents, qui sont ouverts à plusieurs devenirs.

## Philosophie politique avec Guattari

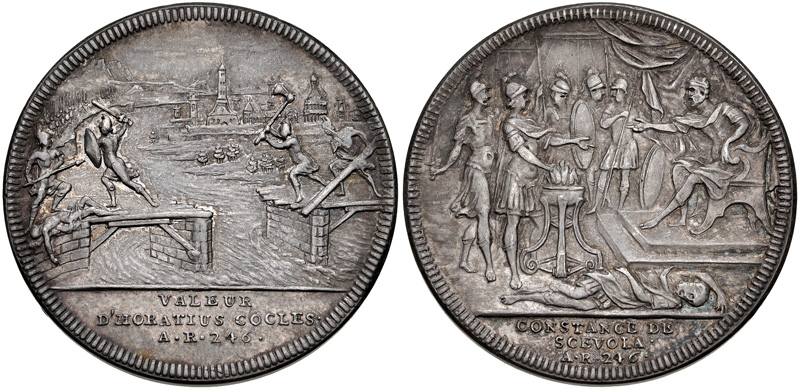
Horatius Coclès et Mucius Scævola, un exemple du mythème où un guerrier borgne permet à un juriste manchot de mettre la violence au service de l'État.

Dans la pensée de Deleuze, le droit est pensé d'une manière qui le rapproche de la politique. Deleuze & Guattari conçoivent la philosophie elle-même comme une activité politique de création de concepts, ce qui vaut aussi pour la dogmatique juridique,.
Dans Mille Plateaux, le modèle des Codes civils est analysé comme relevant de l'« axiomatique capitaliste », c'est-à-dire d'un système de régulation complète de la vie auquel il est toujours possible de rajouter une règle de plus. Au contraire, dans la philosophie de la jurisprudence de Deleuze, les groupes d'utilisateurs capables de dire le droit se constituent à partir des problèmes eux-mêmes.

## La pratique clinique du droit minoritaire
Selon Liza Mattutat, la philosophie du droit chez Deleuze est principalement une critique, qui ré-ouvre les perspectives pour imaginer les manières d'organiser la vie sociale. Toutefois, elle permet aussi de concevoir des façons de pratiquer le droit qui soient cliniques, c'est-à-dire qui construisent des dispositifs utilisables. Cela passe par des modifications à la périphérie du système juridique dominant, qui aménagent des boulevards pour changer complètement les manières de faire.

#### Dogmatique influencée par Deleuze
- Sarah Vanuxem (préf. Thierry Revet), Les choses saisies par la propriété, Paris, France, IRJS Editions, 2012 (ISBN 978-2-919211-06-7, présentation en ligne)
- (en) Merima Bruncevic, Fixing the Shadows – Access to Art and the Legal Concept of the Cultural Commons, 12 mai 2014 (ISBN 978-91-87869-01-3, présentation en ligne, lire en ligne)
- (en) Christos Marneros, Human Rights After Deleuze: Towards an An-archic Jurisprudence, Bloomsbury Publishing, 3 novembre 2022 (ISBN 978-1-5099-5772-9, lire en ligne [PDF])
- (en) Leif Dahlberg, Spacing Law and Politics : The Constitution and Representation of the Juridical, Routledge, 20 avril 2016 (ISBN 978-1-317-39653-6, lire en ligne)
- (en) Paul Patton, « Mabo, freedom and the politics of difference », Australian Journal of Political Science, vol. 30, no 1,‎ mars 1995, p. 108–119 (ISSN 1036-1146 et 1363-030X, DOI 10.1080/00323269508402326, lire en ligne)
- (pt-BR) Luis Alberto Warat (pt), A Ciencia Juridica E Seus Dois Maridos, Edunisc, 23 août 2000 (ISBN 978-85-85869-53-3)